# 多型引擎
多型引擎（polymorphic engine）也稱為變體引擎（mutation engine），是指利用多型程式碼修改通訊傳輸的資料，但仍維持其原有功能的軟體模組（軟體引擎）。
多型引擎絕大多數用在惡意程式裡，目的是避免防毒軟體的偵測。其作法可能是將惡意資料加密或是代码混淆。
常見的作法是將惡意程式加到正常電腦檔案（例如office文件）的file binder。由於這種惡意多半是多型的，因此也稱為polymorphic packer。
像Virut殭屍網絡的引擎就是多型引擎。